# Crorema bipunctata
Crorema bipunctata är en fjärilsart som beskrevs av Wichgraf 1921. Crorema bipunctata ingår i släktet Crorema och familjen tofsspinnare. Inga underarter finns listade i Catalogue of Life.